# Brannon Braga
Brannon Braga (Bozeman, 14 augustus 1965) is een Amerikaans televisieproducent, scenarioschrijver en regisseur, die onder meer werk heeft verricht binnen de Star Trekfranchise en Terra Nova. Zijn werk binnen Star Trek is het meest bekend, daar hij vanaf 1990 betrokken was bij de productie van de verschillende televisieseries en een aantal films. Binnen de serie Star Trek: Enterprise was hij zelfs als co-producent en uitvoerend producent werkzaam. Daarmee is hij binnen de franchise de persoon die het meest in de aftiteling heeft gestaan. 
Samen met Ronald D. Moore schreef hij het verhaal van Mission: Impossible II (2000).
- Bibsys: 9034292
- Biblioteca Nacional de España: XX1174439
- Bibliothèque nationale de France: cb14038049m (data)
- Gemeinsame Normdatei: 1229638970
- International Standard Name Identifier: 0000 0001 1025 3245
- Library of Congress Control Number: n95013259
- Nationale Bibliotheek van Tsjechië: xx0042225
- Nationale bibliotheek van Australië: 35375192
- Nationale Bibliotheek van Israël: 987007399209405171
- Nederlandse Thesaurus van Auteursnamen: 154136190
- Réseau des bibliothèques de Suisse occidentale: 02-A009578394
- SNAC: w68056fh
- Système universitaire de documentation: 057242968
- Virtual International Authority File: 39577559
- WorldCat: E39PBJv4hdbXfRFRPvBGRDfpfq